# Knez Mihailova

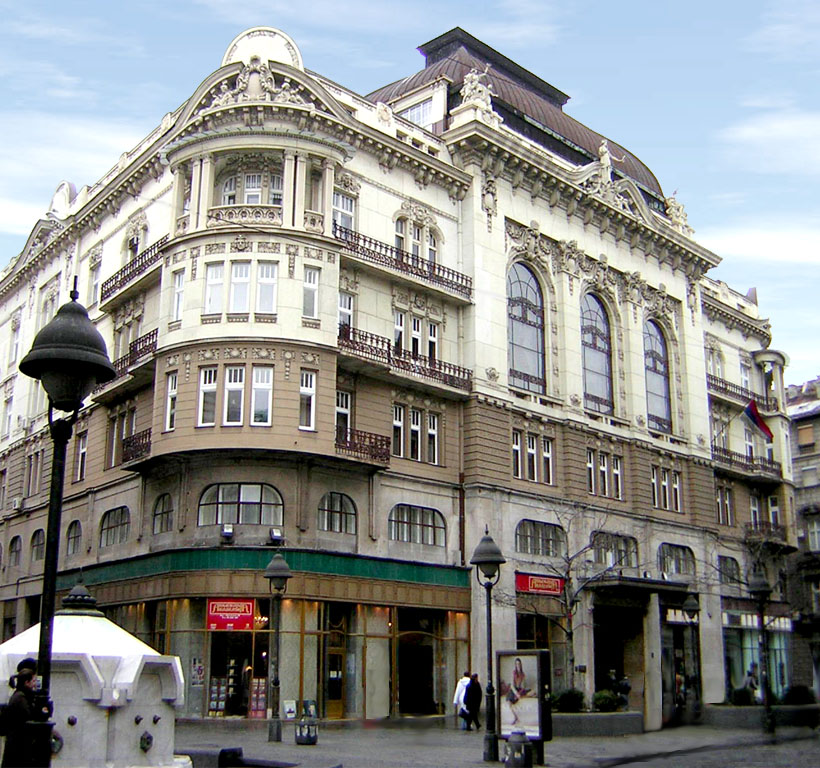
Serbiska vetenskap- och konstakademin på Knez Mihailova

Ulica Knez Mihailova (Улица Кнез Михаилова / Ulica Knez Mihailova) eller Kneza Mihaila - Prins Mihailos gata - är Belgrads huvudgata och en av stadens äldsta och mest värdefulla delar. Gatan ligger i Belgrads gamla stad, i kommunen Stari Grad. Här finns många affärer och imponerande byggnader från 1870-talet.
På romartiden var området centrum för Singidunum. Under den osmanska tiden låg här många moskéer och botaniska gårdar. På 1870-talet fick gatan sin nuvarande skepnad då hus byggdes av Belgrads då rikaste och mest inflytelserika personer. Året 1870 fick gatan sitt namn efter Mihailo Obrenović.
Tusentals personer går genom gatan varje dag, både turister och belgradbor. Knez Mihailova är den kortaste vägen från Terazije till Kalemegdan. Enligt Business Weekly är Knez Mihailova en av Europas bästa shoppingplatser. 